# Antoine Kohn
Antoine „Spitz“ Kohn (* 1. November 1933 in Luxemburg (Stadt); † 24. November 2012) war ein luxemburgischer Fußballspieler und -Trainer. Seine Trainerlaufbahn beendete er 1989.

## Spielerkarriere

### Verein
Kohn begann seine Karriere 1949 beim luxemburgischen Spitzenklub Jeunesse Esch. Bereits im Alter von 16 Jahren erspielte sich der ehemalige Angreifer einen Stammplatz. 1951 und 1954 konnte er mit dem Verein die Nationaldivision gewinnen. In seinem letzten Jahr für den Klub wurde zudem der Coupe de Luxembourg erspielt und somit das Double perfekt gemacht. Durch sehr gute Leistungen wurden einige französische Vereine aus Reims, Nancy und Valenciennes auf ihn aufmerksam. Zwar absolvierte er für letzteren ein Probespiel, zum Wechsel kam es aber nicht.
Im Sommer 1954 zog es den Stürmer über Umwege doch ins Ausland. Kohn nahm in diesem Jahr an den internationalen Militärmeisterschaften in Brüssel teil, wo er Adolf Patek, ehemaliger Trainer der luxemburgischen Nationalmannschaft und damaliger Trainer beim Karlsruher SC, traf, welcher ihm riet beim deutschen Klub zu unterzeichnen. Mit diesem Wechsel wurde „Spitz“ Kohn endgültig Berufsfußballer. Unter Trainer Patek erreichte man 1955 das Finale um den DFB-Pokal und konnte dort den FC Schalke 04 mit 3:2 bezwingen. Im Jahr darauf wurde der Klub Meister der Oberliga Süd und qualifizierte sich somit für die Endrunde um die deutsche Meisterschaft. Hier musste sich der KSC erst im Finale gegen Borussia Dortmund geschlagen geben. Allerdings wurde mit einem 3:1-Sieg über den Hamburger SV der Pokal verteidigt. Dabei erzielte der Mittelstürmer den letzten Treffer für sein Team und entschied damit die Partie. Zum letzten Erfolg mit Karlsruhe konnte Kohn 1958 nochmals die Südmeisterschaft feiern, ehe er in die Schweiz zum FC Basel wechselte. Bei Basel spielte er 23 Spiele und erzielte dabei 11 Tore und wurde im internen Torschützenklassement dritter. Mit ihm im spielte Josef Hügi (13 Tore) und Gottlieb Stäuble (12 Tore).
In seiner Zeit in Deutschland wurde der Luxemburger immer wieder ins Militär berufen. Wie wichtig er für das Team war, merkte man daran, dass Patek immer wieder versuchte, ihn für Spiele vom Dienst zu befreien. Nach nur einem Jahr ging der Angreifer in die Niederlande, wo er sich Fortuna ’54 aus Sittard anschloss. Vier persönlich gute Jahre waren die Folge. Zur Spielzeit 1964/65 entschied Kohn zum Konkurrenten Sportclub Enschede zu gehen, kehrte aber zur Folgesaison wieder zurück. Zwischen 1965 und 1968 trug der Stürmer nochmal für drei Jahre das Dress der Enscheder, bevor er sein Karriereende bekannt gab.

### Nationalmannschaft
Kohn war zwischen 1953 und 1965 Nationalspieler Luxemburgs. Sein Debüt gab er am 6. April 1952 bei der 2:3-Niederlage gegen eine belgische B-Nationalmannschaft. In sechzehn Partien erzielte er sechs Treffer für die Farben seines Landes. Sein erstes Tor erzielte er am 20. September 1953 bei der 1:6-Niederlage gegen Frankreich, als Kohn zum zwischenzeitlichen Ausgleich traf.

## Erfolge als Spieler
- Luxemburgischer Meister mit Jeunesse Esch: 1951, 1954
- Coupe de Luxembourg mit Jeunesse Esch: 1954
- DFB-Pokal mit Karlsruher SC: 1955, 1956
- DFB-Pokal-Torschützenkönig 1955 (geteilt mit fünf anderen Spielern)
- Meister der Oberliga Süd mit Karlsruher SC: 1956, 1958
- Deutscher Vize-Meister mit Karlsruher SC: 1956

## Trainerkarriere
Bereits während seiner aktiven Karriere machte Kohn eine Ausbildung zum Trainer. Diese dauerte sechs Jahre, ehe er sie abschloss.
Vier Jahre nach seiner aktiven Profikarriere besetzte Kohn seinen ersten Cheftrainerposten. Damals verpflichtete ihn der FC Twente Enschede. Mit sieben Jahren ohne Unterbrechung in dieser Position hält er den Rekord als Trainer für Twente. Größter Erfolg dieser Zeit war der Gewinn des KNVB-Pokals 1977. 1975 erreichte man zudem das Finale um den UEFA-Pokal, verlor dort aber mit 0:0 nach Hin- und 1:5 im Rückspiel gegen Borussia Mönchengladbach.
Nachdem sich die Wege zwischen Trainer und Klub 1979 trennten, unterzeichnete Kohn bei den Go Ahead Eagles. Nach Platz zwölf in der Liga war das Verhältnis zwischen beiden Parteien aber bereits nach einem Jahr wieder beendet. So zog es Kohn nach Belgien zum Topverein FC Brügge, wurde dort aber nach schlechten Leistungen bald wieder entlassen. Zur Spielzeit 1982/83 heuerte der Fußballlehrer nochmals bei Twente Enschede an, doch auch dort verlief es nicht optimal, und Kohn wurde durch Fritz Korbach ersetzt. 1988 wurde er von Ajax Amsterdam kurzzeitig als Trainer eingesetzt. Nach fünf Spieltagen in der Folgesaison ernannte ihn der Klub erneut zum Trainer. So schaffte er es, das Team ins 1988er Finale um den Europapokal der Pokalsieger zu führen, scheiterte dort aber an KV Mechelen. Als Assistent fungierte mit ihm Louis van Gaal. Zusammen wurden sie Vizemeister. Dies war Kohns letzte Trainerstation.
Zwischenzeitlich arbeitete er als Scout für den SC Heerenveen und Udinese Calcio.

## Erfolge als Trainer
- KNVB-Pokal mit Twente Enschede: 1977
- Niederländischer Vizemeister mit Ajax Amsterdam: 1989

## Trivia
- Während seiner erfolgreichen Jahre in Deutschland schlug ihm der damalige Nationaltrainer Sepp Herberger vor, in die deutsche Fußballnationalmannschaft zu wechseln. Kohn lehnte allerdings ab.